# Marquardtbau

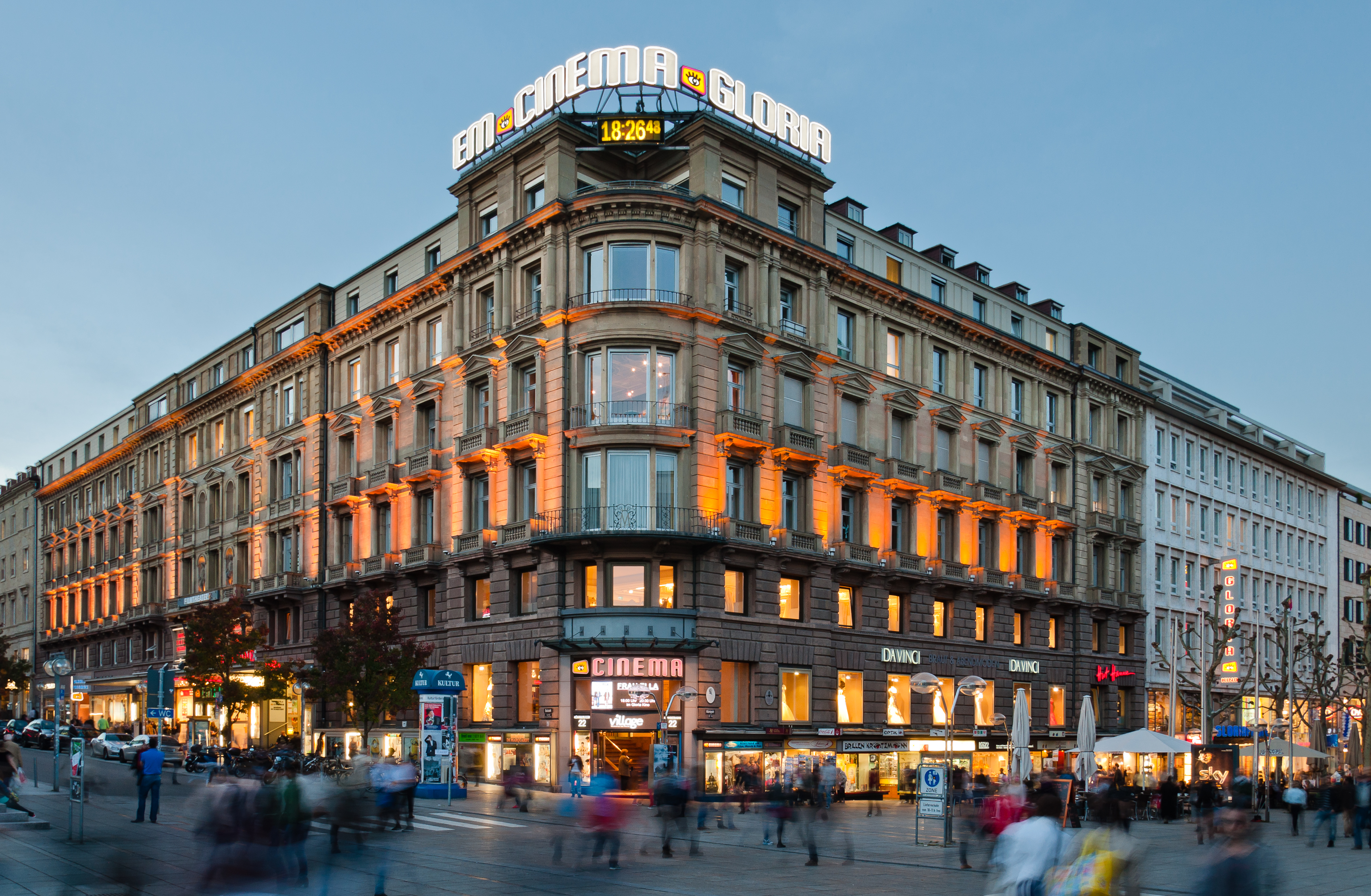
Der Marquardtbau im Jahr 2013

Das Hotel Marquardt um die Jahrhundertwende

Der Marquardtbau am Stuttgarter Schloßplatz ist ein ehemaliges Hotel und beherbergt heute die Komödie im Marquardt. Heute verfügt das Gebäude über rund 20.000 m² Nutzfläche und wird als Büro-, Einzelhandels- und Kulturgebäude genutzt.

## Baugeschichte

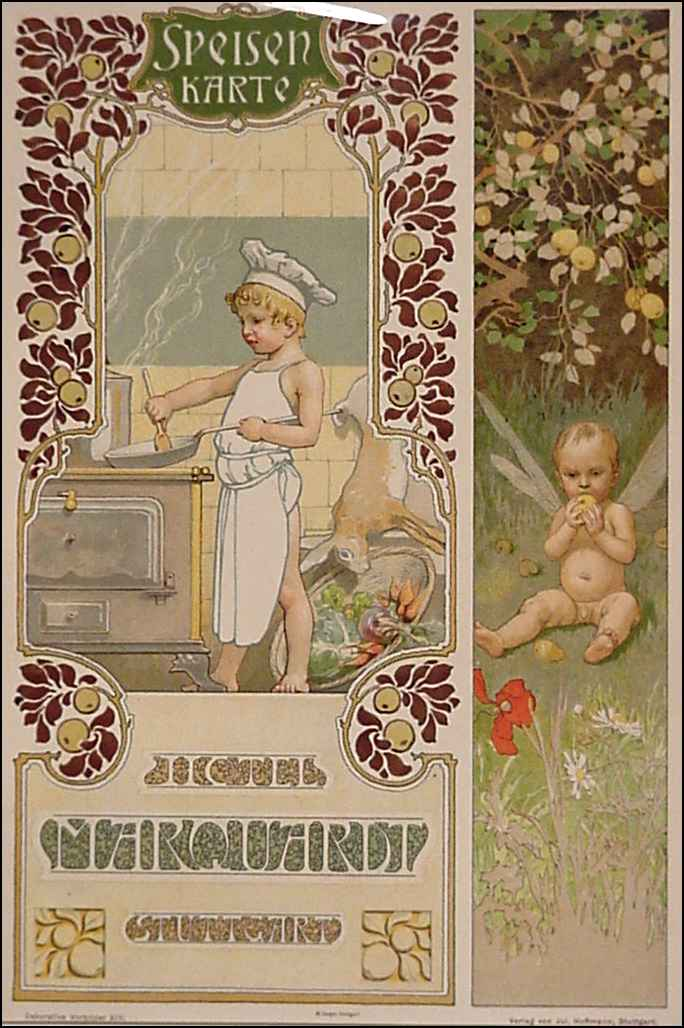
Speisekarte, ca. 1903

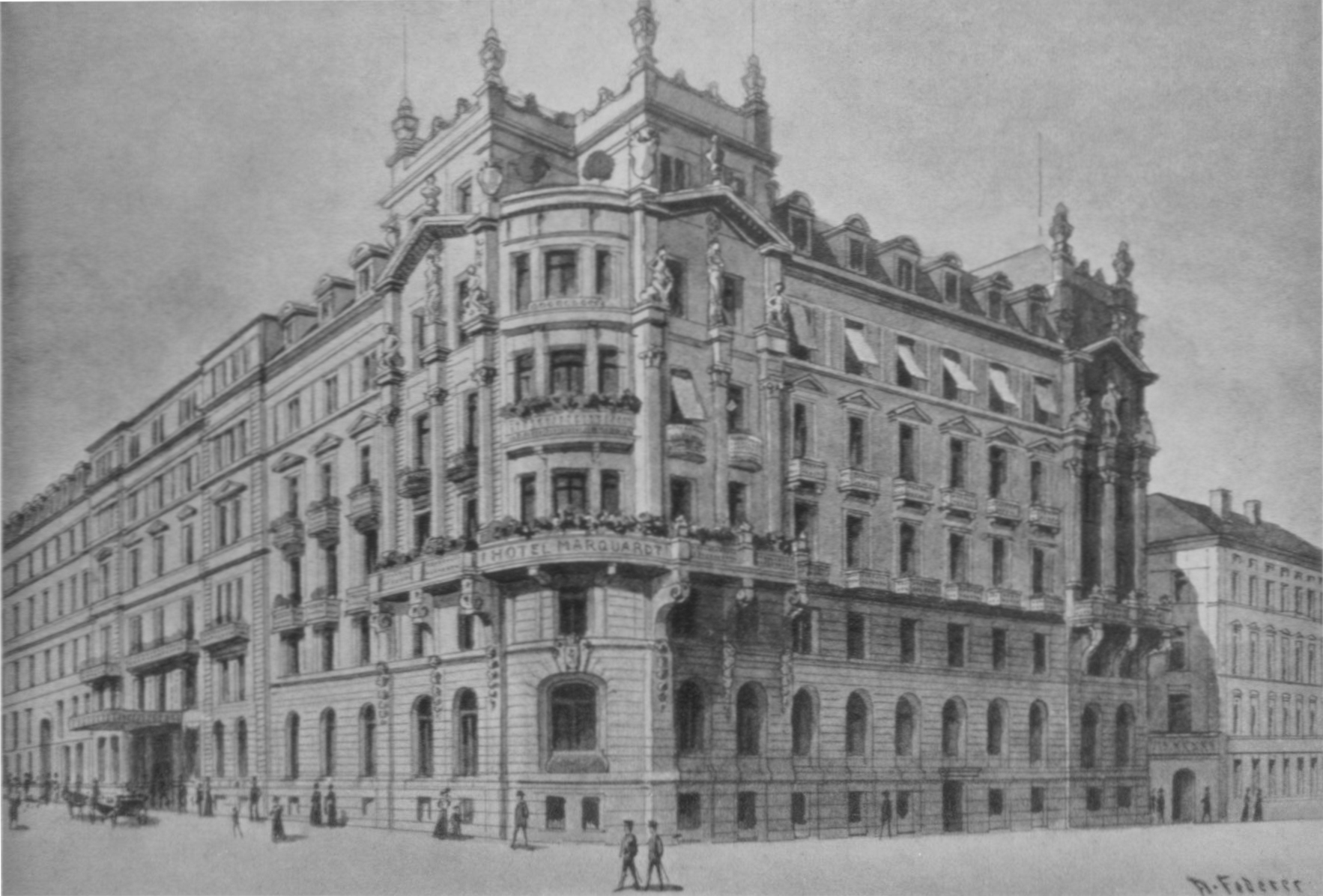
Hotel Marquardt 1890

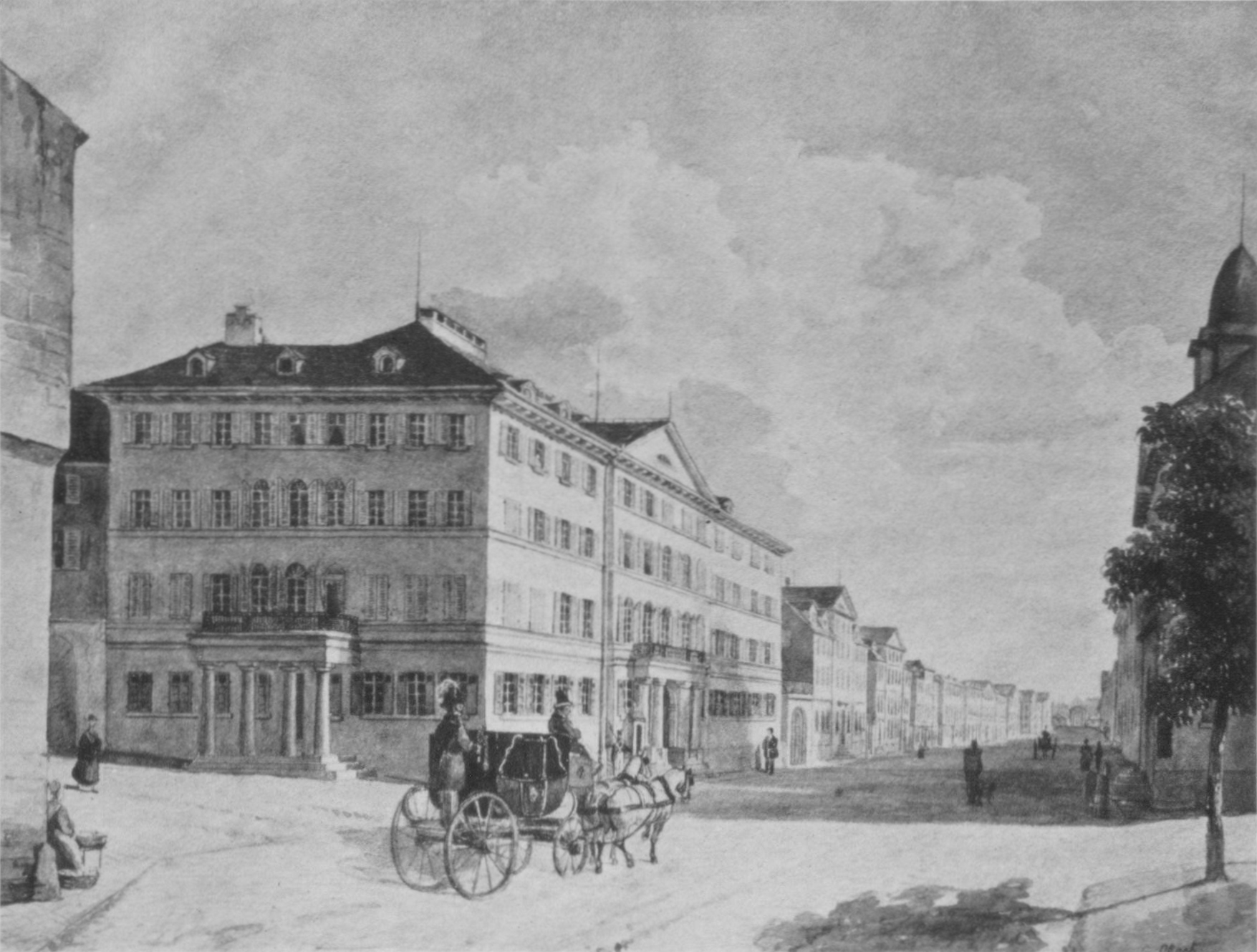
Das Café Gauger 1846

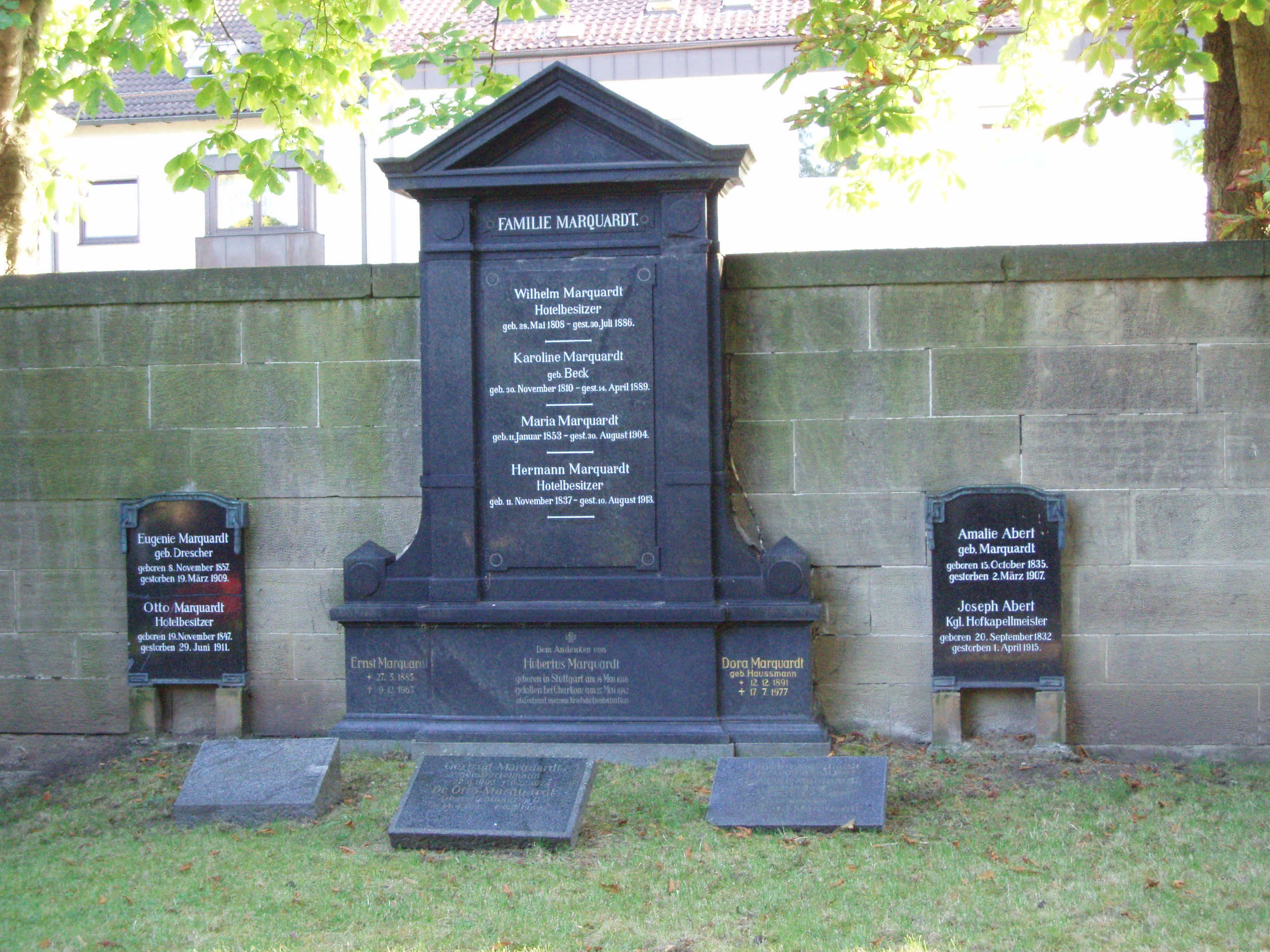
Das Grab der Hotelierfamilie Marquardt auf dem Pragfriedhof Stuttgart

Wilhelm Marquardt (1808–1886) hatte schon 1857 das Café Gauger auf dem Eckgrundstück Königstraße/Bolzstraße (damals: Schloßstraße) gekauft und zum Hotel umbauen lassen. An der Königstraße gegenüber dem Hotel Marquardt hatte Wilhelm Marquardts Bruder Johann Christian Marquardt bereits 1844 das Café Marquardt begründet, das bis 1893 ein beliebter gesellschaftlicher Treffpunkt in Stuttgart war.
Nachdem sich das Hotel Marquardt zu einem der führenden Häuser Deutschlands entwickelt hatte, erfolgte ab 1872 die Erweiterung. Zu diesem Zweck wurden zwei benachbarte Gebäude abgerissen; eines davon war das Wohnhaus Nikolaus von Thourets. 
Das neue Gebäude, heute Marquardtbau genannt, wurde in den Jahren 1872–1874 nach den Plänen des Architekten August Beyer errichtet. Die Fassade enthält Elemente aus den Epochen der Renaissance, der Hochrenaissance und des Barock, die Lage – damals direkt neben dem Bahnhof – und die Ausstattung, unter anderem mit einer von Robert Bosch persönlich eingebauten Klingelanlage, war jedoch auf dem Stand der Zeit.
1895–1896 wurde das Hotel unter Hermann und Otto Marquardt von Ludwig Eisenlohr und Carl Weigle um einen Flügel an der Königstraße erweitert. Den Gästen standen jetzt 150 Zimmer zur Verfügung. Auch der „Goldene Festsaal“, in dem heute die Komödie im Marquardt untergebracht ist, stammt aus dieser Bauphase.
Im Zweiten Weltkrieg wurde der Marquardtbau 1944 fast vollständig zerstört und konnte 1947/1948 unter dem neuen Besitzer Eugen Mertz wieder aufgebaut werden. Der Architekt Werner Gabriel gab ihm jedoch einfachere Formen als der Vorgängerbau gehabt hatte. Der Bau war nunmehr nicht mehr als Hotel konzipiert, sondern als Geschäftshaus mit Kino- und Theatersaal. 1956 bis 1958 erfolgten Umbauten. Heute steht der Marquardtbau unter Denkmalschutz.

## Das Hotel
Das Hotel Marquardt existierte bis 1938. Nachdem es so illustre Gäste wie Richard Wagner, an dessen Aufenthalte eine Gedenktafel an der Fassade Richtung Königstraße erinnert, Franz Liszt, der 1860 hier ein Konzert gab, Otto von Bismarck, Ferdinand Graf von Zeppelin, der hier 1890 sein erstes Luftschiffmodell vorführte, Jean Jaurès, Vandervelde und Graf Helmuth von Moltke beherbergt hatte, musste es unter dem Druck der Wirtschaftskrise und der Konkurrenz des Hotels „Graf Zeppelin“ schließen.